# Fabio Giambrone
Fabio Giambrone (Palermo, 22 marzo 1965) è un politico italiano.
Ha ricoperto la carica di vicesindaco di Palermo dal 2019 al 2022.

## Biografia
Dipendente pubblico a lungo delfino di Leoluca Orlando, seguì l'ex sindaco di Palermo prima nella La Rete, poi ne I Democratici, nella Margherita, in Primavera siciliana e infine nell'Italia dei Valori.
Fu eletto per la prima volta al Senato della Repubblica nella XV legislatura, quando fu candidato come capolista del partito di Antonio Di Pietro in Sicilia. Nella XVI legislatura fu rieletto al Senato in virtù di una candidatura nella medesima posizione e nella stessa circoscrizione. Il 16 maggio 2008 diviene vicepresidente del gruppo parlamentare dell'Italia dei Valori.
Candidato alla Camera dei deputati alle elezioni politiche del 2013 con Rivoluzione Civile, non viene rieletto a causa del mancato raggiungimento della soglia di sbarramento al 4%. Pochi mesi dopo la sconfitta, abbandona l'Italia dei Valori e segue Leoluca Orlando e altri nel Movimento 139.
Il 25 gennaio 2018 annuncia la sua adesione al Partito Democratico, per il quale è candidato alla Camera alle elezioni politiche del 4 marzo successivo senza essere eletto.
Viene eletto consigliere comunale a Palermo alle elezioni del 2022 con il Partito Democratico.
Il 12 aprile 2024 annuncia la sua uscita dal partito per aderire all'Alleanza Verdi e Sinistra.